# Bockenheim (Schiff, 1913)
Die von 1925 bis 1932 genutzte Bockenheim war das zweite Frachtschiff dieses Namens der Bremer Unterweser Reederei (URAG). Das Schiff wurde 1913 erbaut und fuhr zuvor als Winterton unter britischer Flagge und anschließend bis zur Abwrackung 1933 als Naias unter griechischer Flagge. Benannt war das Schiff nach dem Stadtteil Bockenheim von Frankfurt am Main.

## Bau und technische Daten
Das Schiff wurde in Großbritannien auf der Werft Sir Raylton Dixon and Company in Middlesbrough in North Yorkshire unter der Bau-Nummer 582 auf Kiel gelegt. Der Stapellauf fand am 22. Juli 1913 unter dem Namen Winterton statt, der Abschluss der Arbeiten und die Ablieferung an die britische Reederei erfolgte im September 1913.
Ihre Länge betrug 109,60 Meter über alles, sie war 15,92 Meter breit und wies einen Tiefgang von 8,05 Metern auf. Sie war mit 3868 BRT bzw. 2445 NRT vermessen und hatte eine Tragfähigkeit von 7522 tdw. Der Antrieb bestand aus einer Dreizylinder-Dreifach-Expansionsmaschine von G. Clark Ltd. aus Sunderland, deren Leistung 1500 PSi betrug. Diese wirkte auf eine Schraube, der Dampfer erreichte eine Geschwindigkeit von 9,5 Knoten.

## Geschichte

### FrachtschiffWintertonunter britischer und kaiserlicher Flagge
Von der Auslieferung an die britische Reederei Denaby & Cadeby Main Colleries Ltd. in Hull im September 1913 bis zum Verkauf nach Deutschland 1925 hat die Winterton eine wechselvolle Geschichte unter mehreren Flaggen und Reedereien vorzuweisen. Dabei behielt sie durchgehend ihren Namen Winterton. Dieser stammt von der gleichnamigen Ortschaft Winterton in North Lincolnshire.
Die Reederei Denaby & Cadeby Main Colleries Ltd. in Hull war eigentlich eine Kohlenzeche, die die Erlaubnis hatte, ihre Kohle auf eigenen Schiffen zu transportieren. In der Regel wurden die Schiffe als Lagerhulk in Brixham, Devon genutzt, doch führte sie auf ihren Frachtern auch Transporte bis nach Südafrika und Nordamerika durch. Noch im Monat der Auslieferung, im September 1913, trat die Winterton ihre erste Reise an. Bis zum Ausbruch des Ersten Weltkrieges führte sie drei längere Fahrten durch.
Bei Ausbruch des Ersten Weltkrieges befand sich die Winterton in Hamburg und wurde mit der britischen Kriegserklärung am 4. August 1914 von der deutschen Regierung sofort beschlagnahmt. Das Schiff wurde als Transporter dem „Feldeisenbahnchef“ – dem Eisenbahntransportwesen unter militärischem Kommando – unterstellt und führte ab 1915 Transporte von Armeegütern durch. Ab dem 1. August 1918 nutzte die Kaiserliche Marine die Winterton als Zielschiff der U-Boot-Schule. Nach dem Krieg erfolgte die Rückgabe an den britischen Eigner am 21. Januar 1919.
Nur kurze Zeit später firmierte sich die britische Reederei um und hieß ab 1920 Denaby Shipping & Commercial Co. Ltd., weiterhin mit Sitz in Hull. Fahrten des Schiffes sind nur punktuell publiziert – so ist zumindest eine Fahrt im Januar 1922 von Portland, Maine nach London belegt. Ein oder zwei Jahre später – 1923 oder 1924 – verkaufte Denaby die Winterton an Grove Shipping Co. Ltd. in Cardiff, diese wiederum im Februar 1925 das Schiff nach Deutschland.

### FrachtschiffBockenheimder Unterweser Reederei
Nach dem Kauf des Schiffes am 19. Februar 1925 benannte die Unterweser Reederei aus Bremen das Schiff in Bockenheim um, einem Stadtteil von Frankfurt am Main. Die Muttergesellschaft der Reederei, die Metallgesellschaft, hatte dort ihren Firmensitz und nutzte die Namen Frankfurter Stadtteile als Markenzeichen der URAG-Schiffe. Bei der Reederei war dies bereits das zweite Schiff gleichen Namens. Von der Namensvorgängerin hatte sie sich zuvor im Mai 1924 getrennt. Obwohl fünf Jahre jünger als die dritte Bockenheim erwies sie sich als zu klein für die Reederei.
Für die Metallgesellschaft übernahm die URAG in der Trampschifffahrt vor allem Erz- und Metalltransporte. So wurde schwedisches Erz im norwegischen Hafen Narvik verladen und auf den Kontinent transportiert. Hier waren größere Schiffe wirtschaftlicher einzusetzen, als kleinere. So wie die zweite Bockenheim das erste Schiff dieses Namens abgelöst hatte, genauso wurde sie 1932 von der nächstgrößeren und jüngeren dritten Bockenheim abgelöst. Der 1913 erbaute Frachter wurde 1932 nach Griechenland verkauft.

### Griechisches FrachtschiffNaias
Am 14. Mai 1932 von der Unterweser Reederei gekauft, befand sich das Schiff nur etwa ein halbes Jahr im Besitz der griechischen Reederei A. D. Callinicos, gegründet von Anastase Denis Callinicos. Der neue Name des Schiffes, Naias, leitet sich von der in Quellen und Gewässern wohnenden Nymphe ab. Mehr als der Heimathafen Ithaka ist von der Geschichte des Schiffes bei dieser Reederei allerdings nicht bekannt. Bereits Ende des Jahres verkauft die Reederei das Schiff wieder. Am 3. Januar 1933 traf es in La Spezia zum Abbruch ein.